# غناروند (شيروان)
غناروند (بالفارسية: گناروند) هي مستوطنة تقع في إيران في قسم شیروان الريفي. يقدر عدد سكانها بـ 131 نسمة .